# 1 (liczba)
1 (jeden) – liczba naturalna następująca po 0 i poprzedzająca 2. 1 jest też cyfrą wykorzystywaną do zapisu liczb w różnych systemach liczbowych, np. w dwójkowym (binarnym), ósemkowym, dziesiętnym i szesnastkowym.
Każda liczba całkowita jest podzielna przez 1.
1 nie jest ani liczbą pierwszą, ani liczbą złożoną, gdyż ma tylko jeden dzielnik naturalny (liczbę 1).

## Etymologia nazwy
W staropolskim jedzin, jedzien (D. jednego), i skróciło się tu do e ruchomego wskutek częstości użycia, a d wstawiono z form przypadków zależnych. Starsza forma bez redukcji rozwinęła się w jedyny z twardym d pod wpływem jeden (por. też rzeczownik odliczebnikowy jedynka). Postać zachodniosłowiańska †jedinъ; wschodniosłowiańska †odinъ, por. odyniec, pierwotnie „stary samiec dzika żyjący w pojedynkę”.
Element jed- ~ od- ma być pozostałością archaicznego formantu *ed o znaczeniu ‘tylko, właśnie’, z pochodzenia zaimka wskazujący rodzaju nijakiego o rdzeniu *e, który zostawił ślady w językach anatolijskich (het. miejscownik edi „w tym”), w łac. (ecce < *ed-ke „oto”), w germ. (niem. etwas „coś”), w skr. (asya „tego” < *e-sjo). Ten sam formant można odnaleźć w pol. ledwie, dawniej tylko ledwo, które jest skróceniem od le jedwo (znanego w stpol.); jedwo zawiera końcówkę przysłówków -o i zastępuje og- słowiańskie jedva < *ed-wōs, por. litew. võs „ledwie”. Istnieje także teoria wiążąca element jed- ~ od- z liczebnikiem sem. o znaczeniu „jeden”: arab. wāḥidun, ˀaḥadun, hebr. ˀeḥād.
Cząstka inъ; widoczna jest też w pol. inny < iny, scs. inorogъ; „jednorożec”. Zawarta w niej samogłoska i jest wynikiem rozwoju zredukowanego indoeuropejskiego *oi (być może przez stadium *ui) – jest to najbardziej pierwotna postać liczebnika „jeden”, jaką da się zrekonstruować. Zachowana być może w gr. (dialekt) íos „jeden” w innej postaci apofonicznej (wyraz ten może być jednak efektem wyrównań analogicznych). W różnych językach indoeuropejskich rozszerzono ją o elementy spółgłoskowe:
- -n-, por. łac. ūnus < oinos, ang. one < stang. ān < pragermańskie †ajnaz, prasłowiańskie †inъ; < *oinos, też gr. oínē; ‘jedynka na kostce do gry’, ormiańskie -in ‘ten sam’,
- -k-, por. skr. ēkas < *oikos,
- -w-, por. awest. aeva- < *oiwos, gr. cypr. oiwos „jedyny”.

Rdzeń *oi (< *Hʷoi) być może nie wyrażał pierwotnie wcale liczby 1, ale 2: *oinos, *oikos, *oiwos znaczyły ‘ten z dwóch’, ale też ‘tamten z dwóch’, stąd dziś pol. inny. Porównaj przypuszczalne *d(e)-Hʷoi > †dъvě > dwie.
Drugi indoeuropejski rdzeń o znaczeniu 1, *sem- ~ *sm̥- (por. gr. heĩs < *sems ‘jeden’, mía < *smijə; „jedna”, hen < *sem „jedno”, monás < †sm-on-ad-s „jedynka”; łac. sem-el „jeden raz”, sim-plex „pojedynczy”, licyj. sñta, toch. sas, ormiańskie mi < *smi) występuje w języku pol. w innej postaci apofonicznej w wyrazie sam < prasłowiańskie †samъ; < *sōmos. Prawdopodobnie forma słowiańska zachowała pierwotne znaczenie rdzenia. W złożeniach trafia się także *se-, por. skr. sa- (o ile nie od *sm̥-), gr. hekatón < *se-ḱm̥tom, dosł. „jedna setka”.
Niejasne jest pochodzenie liczebnika ‘1’ w niektórych językach, np. alb. një (zapoż. z łac. ūnus?), hetyckie ant, luwijskie a – może z *anter- ~ *alter- „jeden z dwóch”, por. łac. alter.
Przy wyliczaniu używa się formy raz (< †razъ; „uderzenie” < *(w)rōǵ- „nacięcie”, por. litew. rúožas „pas, kreska”, gr. rhõks, rhõg- „rysa, szczelina”, lezb. wrẽksis), zamiast jeden raz.
Podobieństwo postulowanego indoeuropejskiego *se- do indonezyjskiego se- (< satu „jeden”, por. se-ratus „100”, dosł. „jedna setka”) jest zapewne dziełem przypadku, patrz jednak dalej.
Liczebnik porządkowy pierwszy to forma wyłącznie pol., utworzona jako stopień (naj)wyższy słowiańskiego przymiotnika †pŕ̥vъ; „pierwszy, początkowy” (por. ros. пе́рвый;, pol. pierwotny, pierworodny, dopiero). Słowo wydaje się oparte na nierozszerzonym indoeuropejskim rdzeniu *pirvo- < *perHʷ ~ *proHʷ; (por. gr. prõtos < *proHʷto-, intonacja cyrkumfleksowa pomimo pochodzenia od grupy z laryngalną wynika z gr. praw akcentowych). W innych językach używa się formy z sufiksem *-omo- używanym do tworzenia stopnia najwyższego, por. gr. homeryckie prómos < *pr̥Hʷomo-, łac. prīmus, litew. pìrmas, stang. forma < *perH̥ʷmo-, „pierwszy”. Gr. próteros „przedni” ma z kolei sufiks stopnia wyższego *-ter-. Inny stopień apofonii wykazują pol. przód < †perdъ, przedni < †perdъnьjь < *perHʷ-. Skr. prathama pochodzi być może od formy z przestawką *protHʷomo- < *proHʷtomo- i jest z pochodzenia formą stopnia najwyższego (mającego normalnie sufiks -tama- < *-t-omo-). Współczesne ang. first jest z pochodzenia również formą stopnia najwyższego, z innym sufiksem (stang. fyrmest). Dokładnym odpowiednikiem formy słowiańskiej wydaje się skr. pūrvas < *pr̥Hʷo- „pierwszy, najstarszy”; możliwe, że lepsza byłaby rekonstrukcja *pr̥Hʷ-wo- z dodatkowym sufiksem. Por. także skr. purā; < *pr̥Hʷ- „w dawnych czasach”, pol. pra- < *proHʷ-.

## Cyfra i znak „1”
1 jest to symbol stosowany w układach pozycyjnych do zapisywania liczb. Zapisana na n-tym miejscu w liczbie w systemie pozycyjnym o podstawie b oznacza składnik {\displaystyle b^{n-1},} np. 111 to {\displaystyle 10^{2}+10^{1}+10^{0}} w podstawie 10.

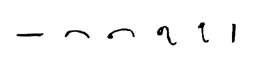
Zapis liczby 1 zmieniający się w czasie

Znak pisarski „1” używany współcześnie składa się z pionowej kreski, podstawki oraz ewentualnie haczyka na górze (bocznej poprzecznej kreski). W krajach anglojęzycznych i azjatyckich w piśmie odręcznym, a także w wielu krojach czcionek i fontów – znak „1” zapisuje się w formie samej pojedynczej pionowej kreski, bez haczyka. W innych krajach, np. w Polsce, znak „1” zapisuje się z wyraźnym haczykiem u góry. Różnice te sprawiają częste problemy w zagranicznej korespondencji tradycyjnej, gdzie „jeden z kreską” może być w jednych krajach odczytane jako 7 (znak cyfry siedem), a „siedem bez poprzeczki” może być w drugich krajach odczytane jako 1 (znak cyfry jeden).
Kształt cyfry 1 wywodzi się od hinduskich Braminów. Jednak ich jedynka była linią poziomą. Taki kształt tego symbolu został przyjęty w Chinach i do dziś jest tam czasami używany. W hinduskim państwie Gupta jedynka była zapisywana jako zakrzywiona linia, a w Nagari czasami dodawano do niej małe kółko po lewej. Współczesny kształt jedynki pochodzi prawdopodobnie od połączenia rzymskiej litery I oznaczającej jeden ze znakiem hinduskim.

## Jeden w matematyce
Jeden jest zarówno liczbą, jak i cyfrą wykorzystywaną w systemie dziesiętnym. Liczba rzeczywista pomnożona przez jeden jest tą samą liczbą. Innymi słowy: jeden jest w ciele liczb rzeczywistych elementem neutralnym mnożenia. Ogólniej w algebrze w dowolnym pierścieniu, w którym istnieje element neutralny mnożenia, element taki nazywa się jedynką i oznacza zwykle symbolem {\displaystyle 1{:}}
{\displaystyle a\cdot 1=a.}
Dzielenie przez jeden również nie wpływa na wartość liczby:
{\displaystyle {\frac {a}{1}}=a.}
Jeżeli podzielimy niezerową liczbę rzeczywistą przez nią samą, to uzyskamy jeden:
{\displaystyle {\frac {a}{a}}=1.}
Dodatnia liczba rzeczywista podniesiona do potęgi stopnia 1 nie zmienia się:
{\displaystyle a^{1}=a,}
a jeden w dowolnej potędze jest równe jeden:
{\displaystyle 1^{a}=1.}
Każda liczba rzeczywista różna od zera podniesiona do potęgi zerowej jest równa jeden:
{\displaystyle a^{0}=1.}
Logarytm przy podstawie jeden jest nieokreślony, a logarytm z jedności przy dodatniej podstawie jest równy zero:
{\displaystyle \log _{a}1=0.}
Natomiast logarytm z dodatniej liczby a przy podstawie a jest równy jeden:
{\displaystyle \log _{a}a=1.}
Jeden nie jest przez matematyków uznawany za liczbę pierwszą. Wynika to z definicji mówiącej, że liczba pierwsza ma dokładnie dwa dzielniki, dzieli się tylko przez jeden i siebie samą. W przypadku jedności nie są to różne liczby. Liczby pierwsze to: 2, 3, 5, 7, 11, 13,...
Wektor o długości równej jeden nazywany jest wektorem znormalizowanym albo też wektorem jednostkowym lub wersorem. W kartezjańskim układzie współrzędnych dla wektora jednostkowego o składowych [u,v] spełniony jest warunek:
{\displaystyle {\sqrt {u^{2}+v^{2}}}=1.}
Maksymalna wartość funkcji trygonometrycznych sinus i cosinus dla liczb rzeczywistych to jeden.
Jedynką trygonometryczną nazywa się tożsamość
{\displaystyle \sin ^{2}\alpha +\cos ^{2}\alpha =1,}
zaś jedynką hiperboliczną:
{\displaystyle \cosh ^{2}x-\sinh ^{2}x=1,}
spełnione dla każdego rzeczywistego α i x.
Iloczyn tangensa i kotangensa tego samego kąta jest równy jeden:
{\displaystyle \operatorname {tg} \alpha \cdot \operatorname {ctg} \alpha =1.}
Pierwsza pochodna funkcji tożsamościowej jest równa jeden:
{\displaystyle f(x)=x\implies f'(x)=1.}
Prawdopodobieństwo wystąpienia zdarzenia, którego jesteśmy całkowicie pewni, jest równe jeden. Jeżeli wiemy, że prawdopodobieństwo wystąpienia zdarzenia {\displaystyle A} jest równe {\displaystyle w,} to prawdopodobieństwo wystąpienia zdarzenia przeciwnego {\displaystyle A'} jest równe: {\displaystyle \mathbb {P} (A')=1-w.}
Zgodnie z definicją całka funkcji gęstości rozkładu {\displaystyle f_{X}} po całej dziedzinie powinna być równa jeden. Jeżeli funkcja przechodzi cały zakres liczbowy, oznacza to warunek:
{\displaystyle {}\,\int \limits _{-\infty }^{+\infty }f_{X}(x)dx=1.}
Zapis ten można zinterpretować jako stwierdzenie, że możemy być całkowicie pewni, że cokolwiek się wydarzy. Kiedy funkcja rozkładu nie spełnia tego warunku, to musi zostać znormalizowana, czyli podzielona przez liczbę otrzymaną po całkowaniu.
Analogicznie funkcja dystrybuanty {\displaystyle F_{X}} dąży w nieskończoności do jedności:
{\displaystyle \lim _{x\to +\infty }~F_{X}(x)=1.}

## Jeden w nauce
- Atom wodoru składa się z jednego protonu i jednego elektronu. Jest pierwszy w układzie okresowym pierwiastków.
- W katalogu Messiera obiekt oznaczony jako M1, ma magnitudę 7,0 i jest pozostałością supernowej w gwiazdozbiorze Byka – Mgławica Kraba.
- W katalogu NGC numerem 1 oznaczona jest galaktyka spiralna w gwiazdozbiorze Pegaza (NGC 1).
- Pierwsza odkryta planeta karłowata (1) Ceres.

## Jeden wchronologii
Rok pierwszy naszej ery jest rokiem, w którym według tradycji, urodził się Jezus Chrystus (faktycznie urodził się między 7 a 4 rokiem p.n.e). Rok pierwszy n.e. rozpoczął tzw. naszą erę. Rok pierwszy przed naszą erą bezpośrednio poprzedzał rok pierwszy naszej ery. Nie było żadnego „roku zerowego”.

## Jeden w kulturze
Jeden oznacza w kulturze niepodzielność i nierozerwalność. Religie, których wierni wierzą w istnienie tylko jednego Boga, nazywane są monoteistycznymi. Jedność oznacza również często wspólnotę ludzi wobec zagrożenia, jak w maksymie W jedności siła. Natomiast określenie jednostkowy albo jedyny oznacza unikalność danego zjawiska czy osoby i jego niepowtarzalność.
Ludzie przywiązują często znaczenie do tego, kto jest pierwszy. Pierwszy syn nazywany jest pierworodnym i wielu kulturach to on miał prawo do dziedziczenia np. tronu królewskiego. Większość ludów w swojej mitologii tworzy obraz pierwszego legendarnego przedstawiciela danej cywilizacji. Dla Żydów pierwszym człowiekiem był Adam. W sporcie zawodnik, który przybędzie na metę jako pierwszy, otrzymuje złoty medal.
Pierwsza sura Koranu ma tytuł al-Fatihah, a pierwsza księga Biblii to Genesis. Bóg Ojciec to pierwsza z osób boskich w Trójcy Świętej.
Postęp cywilizacji ludzkiej przedstawia się często mówiąc, kto pierwszy dokonał pewnego wyczynu lub odkrycia zachęcającego innych do podążenia swoimi śladami. Mówi się na przykład, że Kolumb jako pierwszy dopłynął do Ameryki, a Armstrong jako pierwszy stanął na Księżycu.
Primus inter pares (łac. „pierwszy wśród równych”) oznacza osobę, która pomimo posiadania takich samych praw, jak inni członkowie grupy, cieszy się wśród nich wyjątkowym poważaniem.
Jeżeli ktoś jako pierwszy wpadnie na jakiś użyteczny pomysł, to może go opatentować. Kiedy kilka osób próbuje uzyskać prawa patentowe, o ich przyznaniu decyduje pierwszeństwo złożenia wniosku.
Jeden (ang. One) pojawił się jako tytuł w utworach wielu popularnych zespołów: Metallica, U2 (patrz: „One”), Creed, Alanis Morissette oraz Bee Gees.
Amerykański banknot jednodolarowy zawiera podobiznę Waszyngtona, a moneta jednocentowa przedstawia Lincolna. Samolot prezydenta USA jest oznaczony jako Air Force One.
Pierwszą rocznicę ślubu nazywamy bawełnianą.

## Jeden w kalendarzu
1. dniem w roku jest 1 stycznia. 1. miesiącem w roku jest styczeń, a 1. dniem tygodnia w kalendarzu gregoriańskim (aktualnie obowiązującym w Polsce) jest poniedziałek. Zobacz też, co wydarzyło się w 1 roku n.e.